# Nivnice
Nivnice (2. pád bez Nivnice, 6. pád o Nivnici) je obec v okrese Uherské Hradiště ve Zlínském kraji. Leží zhruba 5,5 kilometru jižně od Uherského Brodu. Národopisně patří k části Moravského Slovácka a spolu s dalšími obcemi (Bánov, Bystřice pod Lopeníkem, Korytná, Suchá Loz, Vlčnov) tvoří region Východní Slovácko. V roce 2003 se stala Vesnicí roku Zlínského kraje. Žije zde přibližně 3 400 obyvatel. Obec je pokládána za nejpravděpodobnější místo narození Jana Amose Komenského.

## Název
Název Nivnica bylo původně jméno vodního toku, který protékal nivami (nově obdělanými poli), posléze se přeneslo na osadu u něj založenou.

## Historie
Geografická poloha, dobré klimatické podmínky a průchodnost Karpat ovlivnily brzké a trvalé osídlení, jehož počátky jsou těžko zjistitelné. První dochovaná písemná zmínka je z 21. srpna 1261 v listině brumovského kastelána Smila ze Střílek, který tímto daroval osadu Nivnici (Nynnicz) cisterciáckému klášteru Smilheim ve Vizovicích. V zakládací listině pak jmenoval pozemky, které se souhlasem panovníka Přemysla Otakara II., klášteru daruje. Mezi jinými i Nivnici s přesným vytyčením její hranice.
Díky poloze při uherské hranici lid velmi trpěl častými vpády Uhrů, kumánů, Tatarů a jiných. Všichni bez rozdílu tento kraj ničili, pálili, vraždili a odváděli lidi do zajetí a dále prodávali do otroctví. Jedinou záchranu skýtaly rozsáhlé lesy v okolí. Po husitských válkách byl vizovický klášter pobořen a zboží si rozebrala okolní šlechta. Tak se klášterní obec dostala do rukou feudálů.
Úrodná půda Slovácka a dobré podmínky k hospodaření lákaly různé panstvo, aby tu vlastnili nějaké statky. Brzo však zjistili, jak neklidný je to kraj. Z toho také vyplývá, proč Nivnice měla v následujících letech tolik majitelů. V roce 1468 to byl Jan z Cimburka, poté až do roku 1483 knížata minstrberská, která je v roce 1492 podstoupila Arklebu a Filipovi z Víckova. Tito roku 1494 odprodali majetky Bočkovi Kunovi z Kunštátu a v roce 1506 byla majitelem Nivnice Smil Kuna z Kunštátu. Od 15. března 1517 vlastnil majetky Jan Kuna z Kunštátu a od roku 1526 Vilém Kuna z Kunštátu. Dne 18. března 1528 byl novým majitelem Hynek Blíživský, o kterém je známo, že 3. prosince 1530 povolil „českým bratřím“ stavbu českobratrského sboru (modlitebny). Dne 25. června 1535 změnila Nivnice opět majitele, kterým se stal Jan z Kunovic, pokračovatel českobratrské víry. Rod Kunoviců zde hospodařil až do Bílé Hory. Jan z Kunovic a jeho žena Barbora z Prosenic rozdělili državy mezi své syny. Od roku 1555 je Nivnice součástí ostrožského panství, které má 27 obcí.
Správní registry, nadepsané jako urbář panství Ostrov z r. 1592 uvádějí v Nivnici 169 domů (nejvíce ze všech 27 vesnic panství), ze kterých je ročně odváděno vrchnosti do Ostrohu (Uherského) celkem 96 zlatých, 22 grošů, 5 denárů, 179 slepic a 1248 vajec. Domy se táhly ve 2 řadách při cestě, mezi nimiž byl českobratrský sbor.
Také následky bitvy na Bílé hoře a vítězství katolíků se odrazily na životě Nivničanů. Tehdejší držitel Nivnice Jan Bernard z Kunovic, přísedící zemského moravského soudu v Brně, královský podkomoří a hejtman kraje, jeden z vůdců odboje byl odsouzen ke ztrátě majetku. Veškerý majetek zkonfiskovaný Janu Bernardu z Kunovic udělil císař Ferdinand II. zvláštní listinou Gundakaru z Lichtensteina, bratrovi Karla, knížete z Lichtensteina, zástupci císaře v Čechách a na Moravě. Důvodem tohoto převodu nebyly jen věrné služby, jež Lichtensteini prokázali císaři za povstání, ale uplatňovali i dědické právo. Po smrti Jana z Kunovic dědil ostrožské panství jeho bratr Jaroslav z Kunovic, jehož druhou ženou se roku 1559 stala Eliška z Lichtensteina.
Od roku 1555 do 1849 byla Nivnice součást ostrožského panství (Uherský Ostroh). Posledním majitelem, než roku 1850 ztratila ostrožská vrchnost svou správní pravomoc, byl Alois, kníže z Lichtensteina. Nivnice byla včleněna do nově zřízeného okresního hejtmanství v Uherském Brodě. V témže roce obdržely obce omezenou samosprávu a měly právo vydávat některá povolení (např. k sňatku, k muzice, přijímat občany do obce). Půdu a majetky si Lichtensteinové v Nivnici drželi až do roku 1924, kdy byl tento majetek rozparcelován a za mírnou cenu rozprodán drobným místním zemědělcům.
V roce 1960 byl okres Uherský Brod zrušen a Nivnice se stala součástí okresu Uherské Hradiště. V roce 2003 zanikly okresní úřady a Nivnice je jednou z 305 obcí Zlínského kraje.

### Druhá světová válka v Nivnici
Dne 23. září 1938 v 22:20 hod. byla rádiem vyhlášena všeobecná mobilizace mužů do 40 let. Z Nivnice narukovalo 610 mužů a k dispozici dány 104 koně. Po Mnichovské dohodě 30. září 1938 byl v Nivnici zřízen tábor pro uprchlíky z území připojených k Německu. 9. listopadu 1938 bylo zde ubytováno 109 uprchlíků ze Slezska a Znojemska.
V březnu následujícího roku začali Němci obsazovat zem. Od 17. března se průběžně objevovali i v Nivnici, ale neubytovávali se dlouho. Pouze německá finanční pohraniční stráž o šesti mužích se zdržela tři měsíce a potom se odstěhovala do Uherského Brodu. Přítomní Němci ihned zlikvidovali uprchlický tábor a uprchlíky odvezli neznámo kam. 19. března byl poprvé vyvěšen prapor s hákovým křížem, a to na poště.
Nivnice a vedlejší obec Vlčnov byly vybrané protektorátní vládou jako budoucí vzorné obce, kde se měla za státní peníze vybudovat kanalizace, vodovod, silnice, zdravotnické zařízení a hřiště. V rámci této akce byl vymazán obecní dluh. Kvůli vodovodu byly provedeny zkušební vrty na množství vody, které ukázaly na její nedostatek. Výstavba vodovodu se proto tehdy neuskutečnila. Obyvatelé byli důrazně vyzýváni k povinným dodávkám pro válečné účely. Předepsáno a odevzdáno bylo: 280 q sena, 250 q slámy, 8540 q brambor, 1332 q hovězího, 697 q prasat, 4 q barevných kovů a 1022 ks šatů pro německé vojáky.
V dubnu 1941 byla zastavena činnost Sokola a Orla a jejich majetek zabaven. I v roce 1942 trval výjimečný stav. Přesto se 28. března sešli zastupitelé obce s pozvanými hosty k malé slavnosti odhalení pamětní desky J. A. Komenskému k 350. výročí jeho narození, která je umístěna na mlýně č. 99. Ve dnech 10. a 11. března 1942 byly pro válečné účely odebrány čtyři zvony z věže místního kostela, které byly ulity v roce 1923 firmou Herold v Chomutově. Odebrané zvony vážily: 1077 kg, 472 kg, 289 kg a 208 kg. Zůstal zde pouze umíráček z roku 1774. Od 20. prosince 1942 do 3. března 1943 se ve školách nevyučovalo. Jednak kvůli válce, jednak pro velkou zimu a nedostatek topiva. Teplota místy klesala až k −32 °C.
Ze začátku války byly práce v Říši dobrovolné, později nucené. Pouze matky a těhotné ženy nemusely nastoupit. V roce 1943 se narodil rekordní počet dětí – 103. Za války byl absolutní nedostatek všeho, potravin i oblečení. Za úřední poukázky nešlo nic koupit. Lidé na vesnicích na tom byli trochu lépe, protože si něco málo mohli doma zasadit nebo vykrmit, i když museli většinu toho odevzdat. Velmi přísně byly trestány neúřední a nepovolené prodeje potravin i domácí "černé" zabijačky. A to vězením a několikatisícovou pokutou.
V srpnu a září 1944 pozorovali obyvatelé Nivnice četné přelety amerických bombardérů. Na věž kostela byla umístěna poplašná siréna, která by upozorňovala obyvatele na blížící se nebezpečí. Dne 18. prosince 1944 bylo na obec shozeno sedm bomb, z nichž šest vybuchlo. 13 domů bylo poškozeno velmi těžce a 64 domů i s kaplí sv. Jana lehce.
Od začátku roku 1945 se opět na školách nevyučovalo. V lednu a únoru pro nedostatek topiva, v březnu je zabrali němečtí vojáci. Od března také přes Nivnici mířil jeden transport za druhým. Nejprve Maďaři, potom Němci, kteří ustupovali před Rudou armádou ze Slovenska. Rusové šli přes Karpaty dvěma proudy – jeden proud přes Horní Němčí a druhý přes Nivnici. Fronta se blížila, přesto 16. dubna dopoledne ještě obyvatelé pracovali na polích. Odpoledne toho dne už ruská a rumunská letadla shazovala na Nivnici bomby. Hlavně na střed obce, protože kolem fary a kostela byla zaparkovaná německá auta. Dne 25. dubna zahájili Němci palbu z Nivnice na Rusy utábořené za Korytnou. Němci zatarasili silnici, ale ruské tanky se dostaly do Nivnice od Březové a lesa Hlubočku korytem potoka. 26. dubna 1945 v 9:30 hod. došlo ve středu obce k tankovému střetu všech armád, při kterém byl mimo jiné i poškozen kostel. Němci utíkali na Vlčnov a Uherský Brod. Maďaři, jejich spojenci, se vzdali Rusům.
Nivnice byla osvobozena 26. dubna 1945. Po přechodu fronty přišli další ruští a rumunští vojáci jdoucí za frontou. S nimi množství vozů, rekvírovaný dobytek z Maďarska a Slovenska, stáda ovcí, prasat a koní. V Nivnici zůstali asi 14 dnů, protože ustupující Němci strhli most přes řeku Olšavu. Za osvobození Nivnice položilo život 19 sovětských vojáků, kteří byli pohřbeni v místním parku. Dne 15. srpna 1945 byl u jejich hrobu odhalen pomník místního sochaře Karla Veselého. Čtyři padlí rumunští vojáci byli pohřbeni v blízkém Bánově.

## Obyvatelstvo
| Rok            | 1869  | 1880  | 1890  | 1900  | 1910  | 1921  | 1930  | 1950  | 1961  | 1970  | 1980  | 1991  | 2001  | 2011  | 2021  |
| -------------- | ----- | ----- | ----- | ----- | ----- | ----- | ----- | ----- | ----- | ----- | ----- | ----- | ----- | ----- | ----- |
| Počet obyvatel | 1 463 | 1 644 | 1 793 | 2 228 | 2 500 | 2 614 | 2 596 | 2 943 | 3 283 | 3 198 | 3 213 | 3 259 | 3 236 | 3 277 | 3 217 |
| Počet domů     | 254   | 339   | 372   | 441   | 496   | 522   | 636   | 728   | 776   | 795   | 822   | 923   | 951   | 1 009 | 1 060 |

## Obecní správa

### Obecní symboly
Na staré pečeti používala Nivnice kunštátské motivy – štít se třemi pruhy. V 18. století měla ve středu pečeti vyrytého anděla, symbol kostela Andělů strážných. Původní kunštátský motiv byl na znaku doplněn symbolem možného rodiště Jana Ámose Komenského. Znak byl obci udělen rozhodnutím předsedy Poslanecké sněmovny Parlamentu České republiky dne 17. května 1994. Původní vlajka byla městu udělena rozhodnutím předsedy PSP ČR dne 17. května 1994, druhý získaly rozhodnutím předsedy PSP ČR dne 19. ledna 2007. Popis znaku: Ve stříbrném štítu pod třemi vrchními černými pruhy kosmo položená červená kniha se zlatou ořízkou a zlatými iniciálami J. A. K., přes ni šikmo zlatý brk.
Popis vlajky (1994–2007): List praporu tvoří červený žerďový pruh rovný jedné třetině délky listu a bílé pole se třemi vodorovnými pruhy v horní části v poměru 1:1:1:1:1:5. Poměr šířky k délce listu je 2:3.

Vlajka obce Nivnice (1994–2007) Poměr stran: 2:3

## Pamětihodnosti

### Kostel

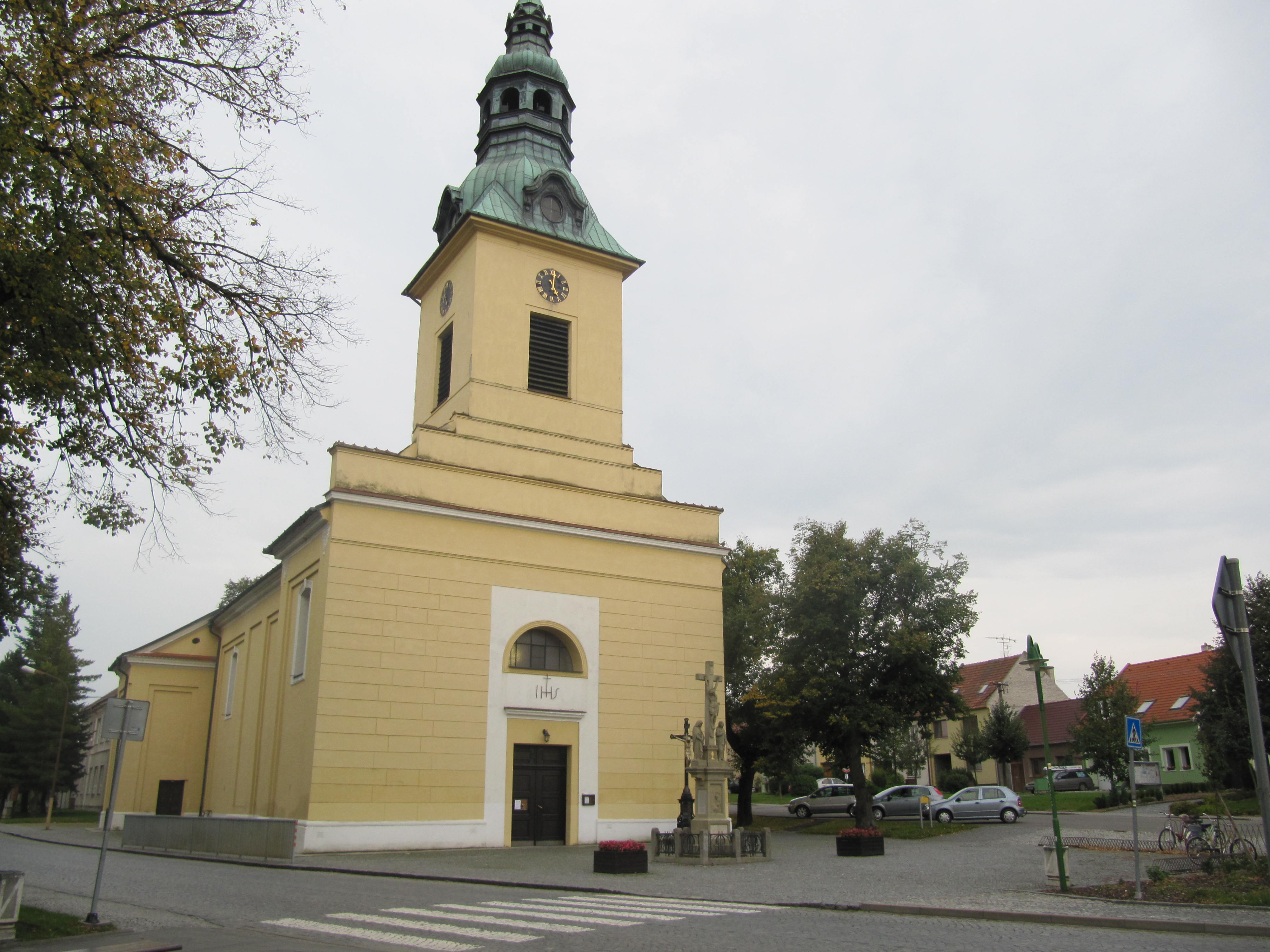
Kostel svatého Anděla Strážce na náměstí v Nivnici

V místech dnešního hřbitova stával katolický kostel svatého Michaela Archanděla, který byl zbouraný v letech 1820–1822. Vzhledem k častým vpádům cizích vojsk přes uherskou hranici, kdy byla obec často vypalovaná a drancovaná, se nezachovalo nic o stavbě tohoto svatostánku.
Od roku 1528 byl vlastníkem Nivnice Hynek Blíživský z Blíživy, vyznáním evangelík, který povolil stavbu českobratrské modlitebny. Po stavovském povstání, vyvrcholeném bitvou na Bílé hoře, byli všichni obyvatelé Nivnice tohoto vyznání a museli přejít na katolickou víru.
Kostel svatého Michaela Archanděla pomalu přestával stačit, proto farář Václav Antonín Czernoch, který v Nivnici působil v letech 1706–1733, započal se stavbou nového kostela na prostředku obce. Nechal postavit kapli s kryptou, kterou spojil klenbou se stávající kaplí. O původu již stojící kaple opět není dostatek záznamů. Jedna z verzí je, že to byla českobratrská modlitebna, druhá se přiklání k názoru, že ji nechal postavit začátkem 18. století rodák Tinka. Pravda je, že Tinka daroval značné jmění zdejší farnosti. Zda se za to postavila kaplička, na kterou navázal stavbu P. Czernoch, není doložitelné. Na tuto Czernochovu stavbu navázal až v roce 1741 farář Ondřej Hinl, pokračoval v ní P. Josef Mikssik a 5. listopadu 1752 ji posvětil P. Josef Schpluchovský.
Tento kostel svatých Andělů Strážných, jehož celková délka i s předsíní je 36,5 metru a výška 42 metrů, je dominantou obce a kulturní památkou ČR. V kostele svatých Andělů Strážných byly nejprve dva zvony, přenesené z kostela svatého Michaela. V roce 1774 k nim přibyl zvon umíráček. Až v roce 1894 zakoupila obec čtyři zvony nové, které byly za první světové války rekvírované pro vojenské účely. Nové zvony z roku 1923 byly opět nuceně odevzdané za druhé světové války v roce 1942. Až do roku 1947, kdy byly vysvěceny nové zvony byl na věži pouze umíráček z roku 1774, který je zde doposud.
Za faráře Josefa Kromera (1778–1805) doznal značných změn interiér kostela. Nově byly zbudované všechny tři oltáře, kazatelna a křtitelnice. Na hlavním oltáři byl vyměněn obraz svatého Anděla Strážce za sochu. K soše sedícího svatého Michaela Archanděla s ohnivým mečem v ruce, přeneseného ze starého kostela, byly přidělané sochy andělů. Dva zazděné boční vchody byly nahrazeny vedlejšími oltáři svatého Josefa a svaté Anny. Sochařské a řezbářské práce byly dílem uherskobrodského mistra Benedikta Telčíka. Současné sousoší svatého Anděla Strážce, na hlavním oltáři, chránícího 2 děti před pádem do propasti vyrobil nivnický řezbář Karel Bartek v roce 1936.
Kostel se v průběhu let měnil také z venkovního pohledu. V roce 1835 byla nad hlavním vchodem zbudovaná větší věž a v roce 1846 shořela malá věžička se zvonkem, která už nebyla obnovená. V roce 1862 byla posvěcená nová věž i s křížem, postavená po požáru v roce 1857. Roku 1906 věž opět vyhořela od zásahu blesku a byla nahrazená novou. Za druhé světové války, při náletu v roku 1945 byla proražená klenba presbytáře a zničená střecha. Poslední velká generální oprava kostela svatých Andělů Strážných skončila v roce 2001. V letech 2017–2021 byl restaurován hlavní oltář a na podzim roku 2020 byla opravena také fasáda věže se žaluziemi.

### Kamenný kříž na ulici Podohradí

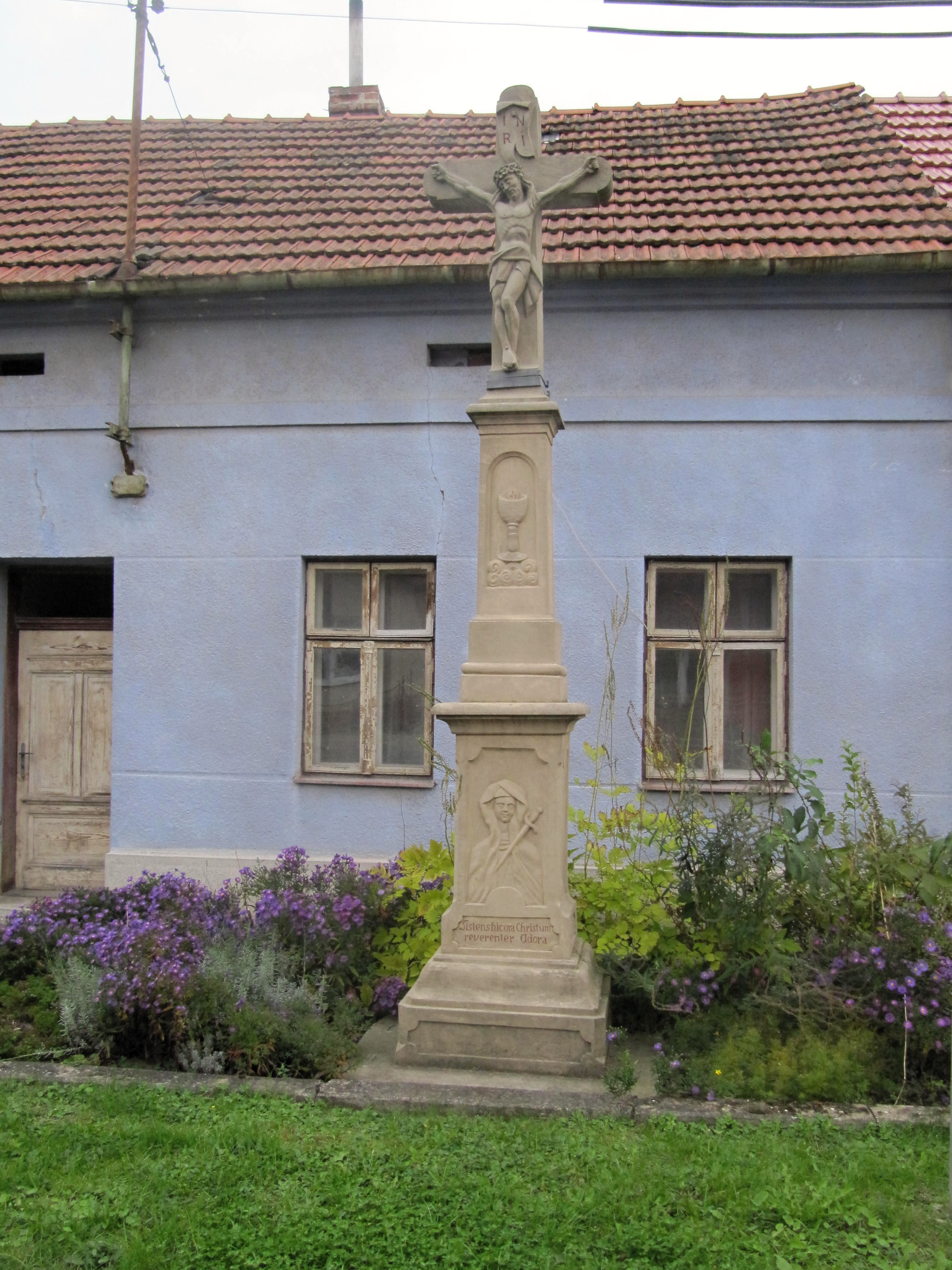
Kamenný kříž na ulici Podohradí v Nivnici

Po kostele druhou nejstarší náboženskou památkou v Nivnici, také zapsanou mezi kulturní památky ČR je kamenný kříž zbudovaný v roce 1786 mlynářem Janem Soukeníkem starším Původně stál v zahradě, u dnes už neexistujícího, mlýna čp. 3. V roce 1856 byl přemístěn k cestě a roku 1922 přestěhován do předzahrádky domu na ulici Podohradí.
Na podstavci tohoto kříže jsou vytesány nápisy:
| „                                           | Sistenshicora Christum reverenter Adora | “ |
| — Zastav se zde pros Krista uctivě se modli |                                         |   |

| „ | Z nakLaDV Iana SVkenIka MLInarze nIWnICkeho zhotoWen a postaWen bIL A: D: 1786 | “ |

Ještě v 50. letech minulého století bývalo u tohoto kříže zastavení a pobožnost v prosebné-křížové dny.

### Kaple Nejsvětější Trojice

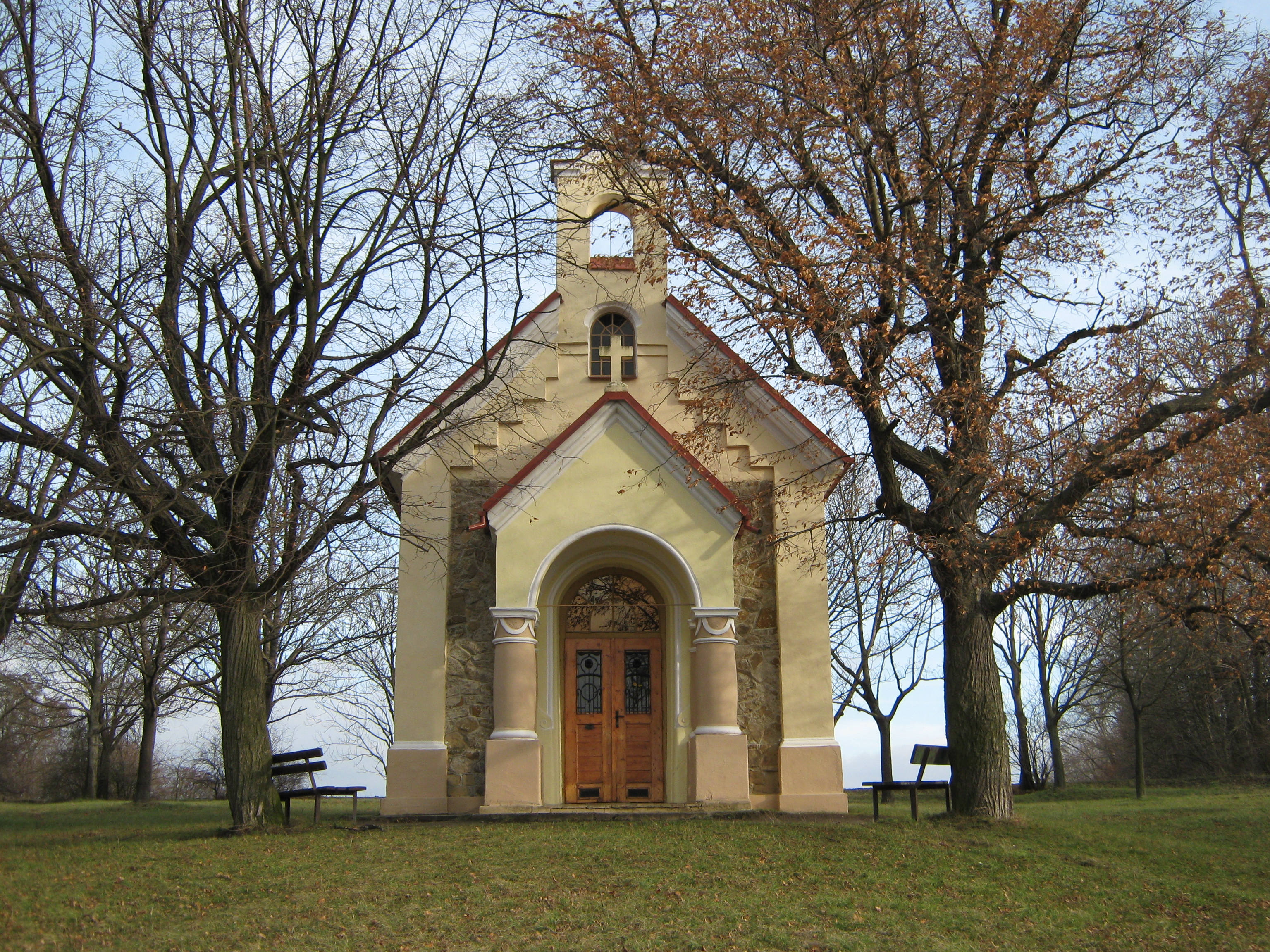
Kaple Nejsvětější Trojice v Nivnici

Na východ od obce, na kopci Dluhošiny, stojí další chráněná památka ČR, zapsaná na seznam kulturních památek Ministerstva kultury. Původně zde byla boží muka, přestavěná na malou kapličku, ke které se konával průvod odpoledne ve svátek Nejsvětější Trojce. V roce 1908 nebo 1912 došlo ke stavbě nové kaple v dnešní podobě nákladem obce a sbírek nivnických farníků. Přesný rok nelze s určitostí říci. Informace se rozchází jak v archivních dokumentech, tak současných spisech. Je zbudovaná z kamene a pálených cihel na ploše asi 63 m² s vchodem od západu.

### Vodní Bartkův mlýn čp. 99
Bartkův mlýn, pravděpodobné místo narození Jana Amose Komenského, je od roku 1993 na seznamu kulturních památek ČR. 0,9 až 1,10 m široké zdi jsou vystaveny z kamene, spojovaného nehašeným vápnem, které při polévání vodou vytvořilo velmi tvrdou masu. Při přestavbě mlýna v roce 1934 byly na jižní straně objeveny otvory tvaru střílen. Mlýn stojí na okraji městečka a byl vždy první na řadě při četných vpádech z Uher. I když byly za druhé světové války z důvodu výjimečného stavu zakázané veřejné oslavy, byla 28. března 1942 na mlýně odhalena pamětní deska k 350. výročí narození J. A. Komenského.

### Sedlcká chalupa čp. 137

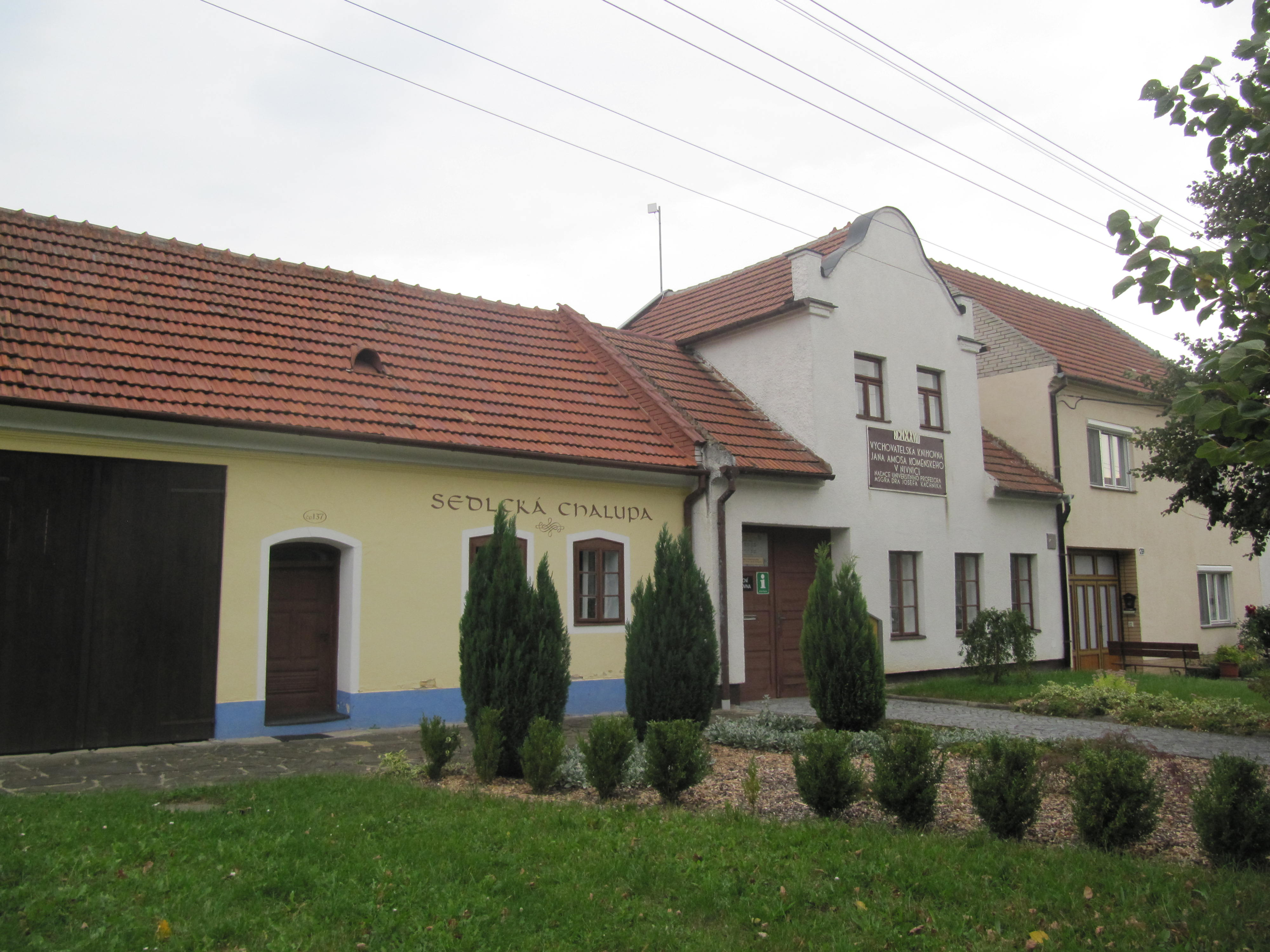
Sedlcká chalupa

Na seznam kulturních památek Ministerstva kultury byla tato chalupa zapsaná v roce 1995 a po dlouhých opravách otevřená veřejnosti roku 2002 jako zdejší muzeum, které ukazuje život našich předků a nivnické kroje. Na stáří chalupy odkazuje letopočet 1887 na hlavním trámu dřevěného stropu.

### Školní budovy
Jména učitelů či nadučitelů, řídících učitelů neboli ředitelů jsou známa v souvislé řadě od roku 1758. A od roku 1804 přesné stanoviště školní budovy. Stávala naproti současné budovy školy prvního stupně ZŠ, na čísle 180. Až do roku 1852 byla jednotřídní, s bytem nadučitele a jeho pomocníka (podučitele). V letech 1853 a 1892 se rozšiřovala přístavbami.
Dne 15. dubna 1899 bylo schváleno místo stavby nové školy i s nákresy. Postavit novou školu dostal za úkol stavitel Šaňák z Uherského Hradiště. Jednalo se o, do dnešních dnů stojící, budovu školy prvního stupně. Slavnostní svěcení nové budovy a zahájení školního roku bylo 8. září 1900. Vyučování začalo 18. září 1900. 6. října 1900 výnosem c.k. ministerstva osvěty a vyučování č. 27518 dostala škola povolení k pojmenování Jubilejní škola císaře a krále Františka Josefa I., později přejmenovaná na Národní školu J.A.Komenského a Tomáše ze Štítného.
Dne 7. března 1935, v den výročí narození prezidenta republiky T. G. Masaryka byl položen základní kámen ke stavbě nové školní budovy – dnešní budova II. stupně ZŠ. Stavitelem byl Stanislav Kotek z Uh. Brodu. Dvoupatrová budova byla postavena a předána včetně vnitřního vybavení za půl roku od zahájení stavby. Od 25. září 1935 jí bylo povoleno užívat název Komenského měšťanská škola.
V roce 1953 se obě školy sloučily pod jednoho ředitele a jeden název Osmiletá střední škola. Od 1. ledna 2003 je součástí školy mateřská školka a jmenuje se ZŠ a MŠ J. A. Komenského. Ve starší budově jsou třídy 1.–5. ročníku a v budově novější 6.–9. ročníku. Budova mateřské školy je naproti obecnímu úřadu.
Osm let po válce proběhla velká rekonstrukce budovy II. stupně a v roce 1992 byla slavnostně otevřená nová přístavba, která jí vtiskla současnou podobu. Také budova I. stupně prošla průběžnou modernizací a celkovou generální opravou (1967–1970), při které byl mimo jiné přemístěn vchod do budovy.

## Významní rodáci
- Josef Kachník (13. 5. 1859 – 3. 12. 1940 v Praze), ThDr., univ. prof. vyučující na teolog. fakultě v Olomouci, kanovník Metropolitní kapituly v Olomouci, v letech 1936–1940 jejím děkanem. Pohřben v Praze na Vyšehradě.

## Galerie

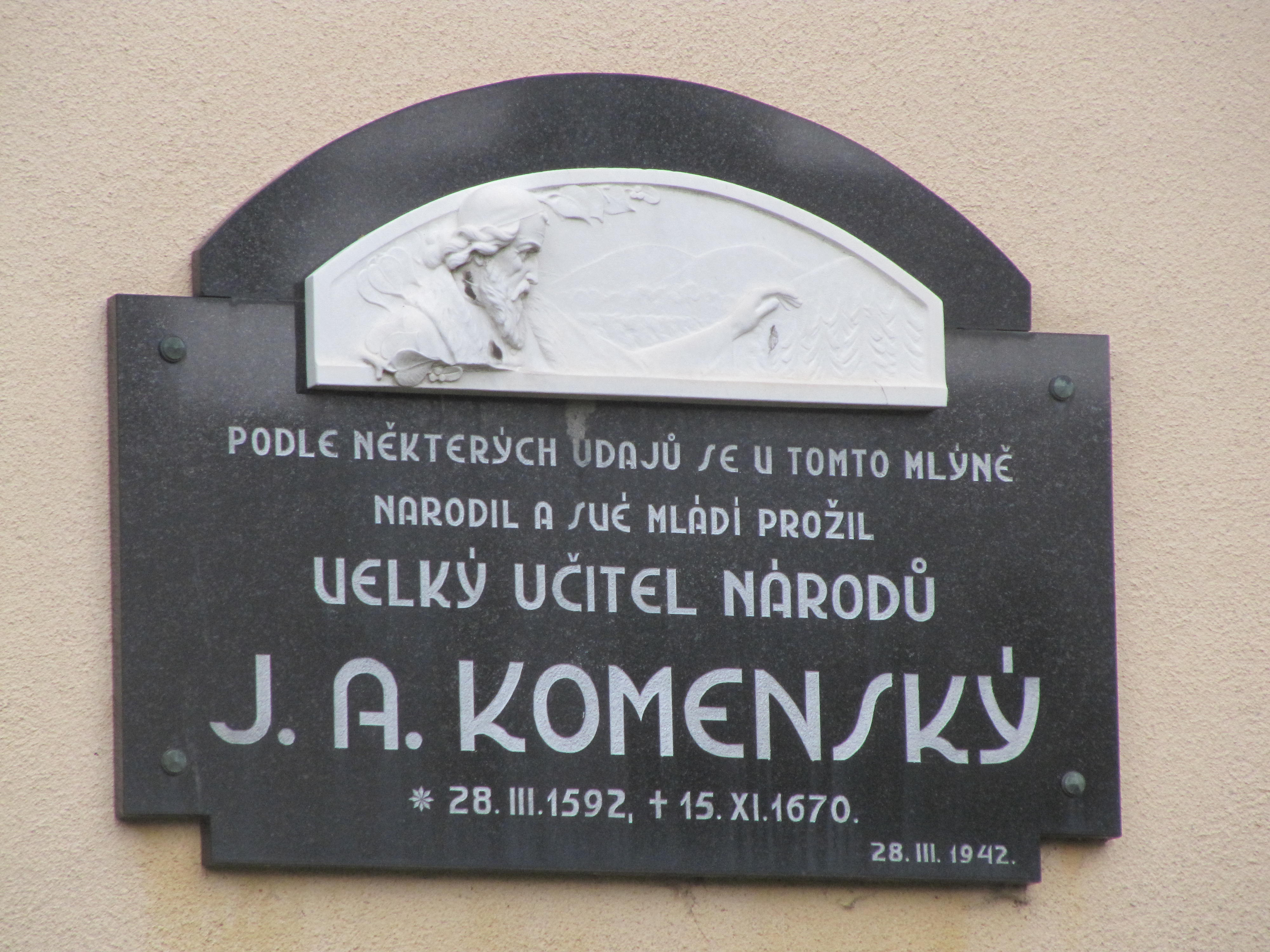
Pamětní deska na Bartkově mlýně
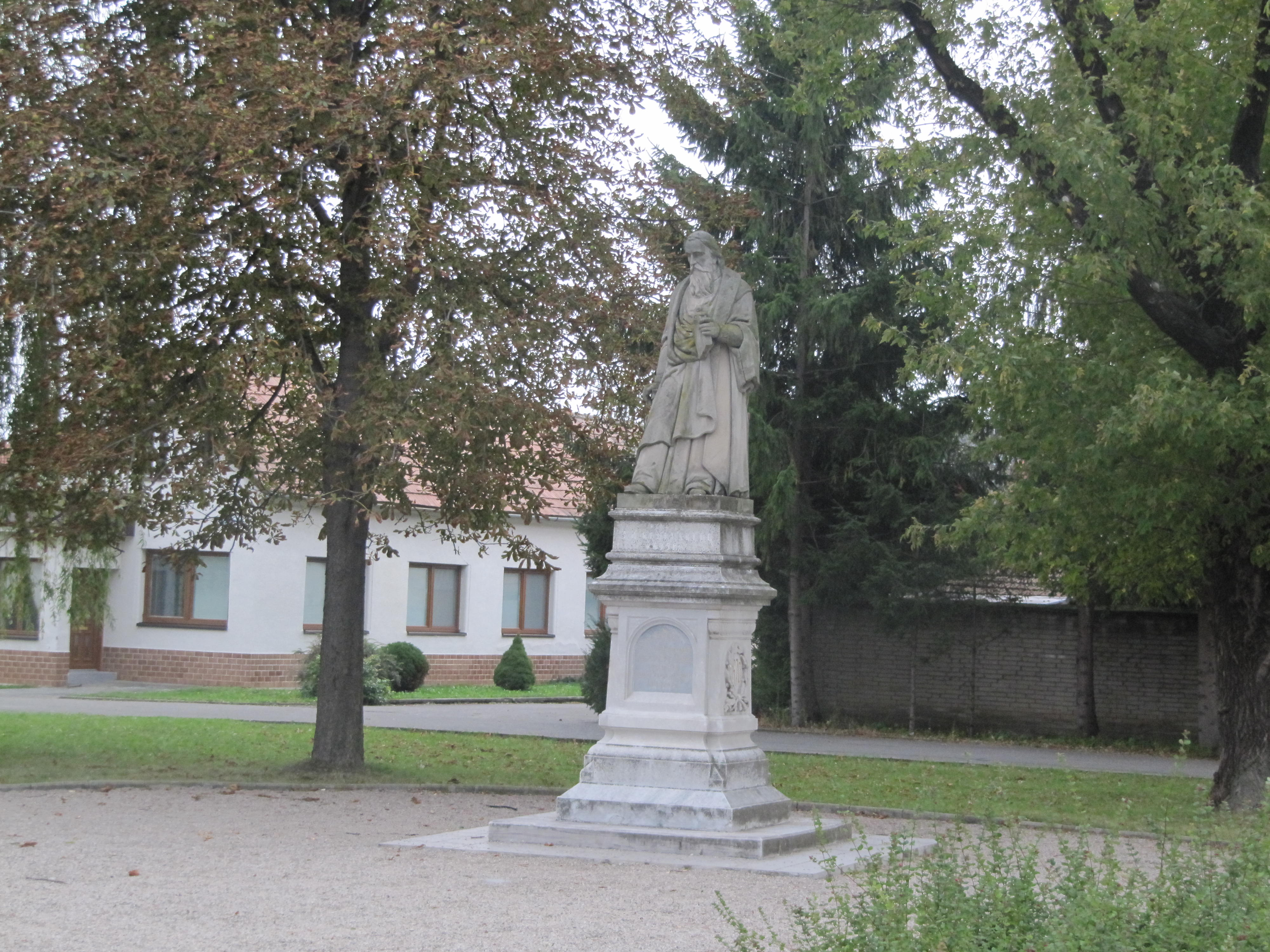
Pomník J. A. Komenského
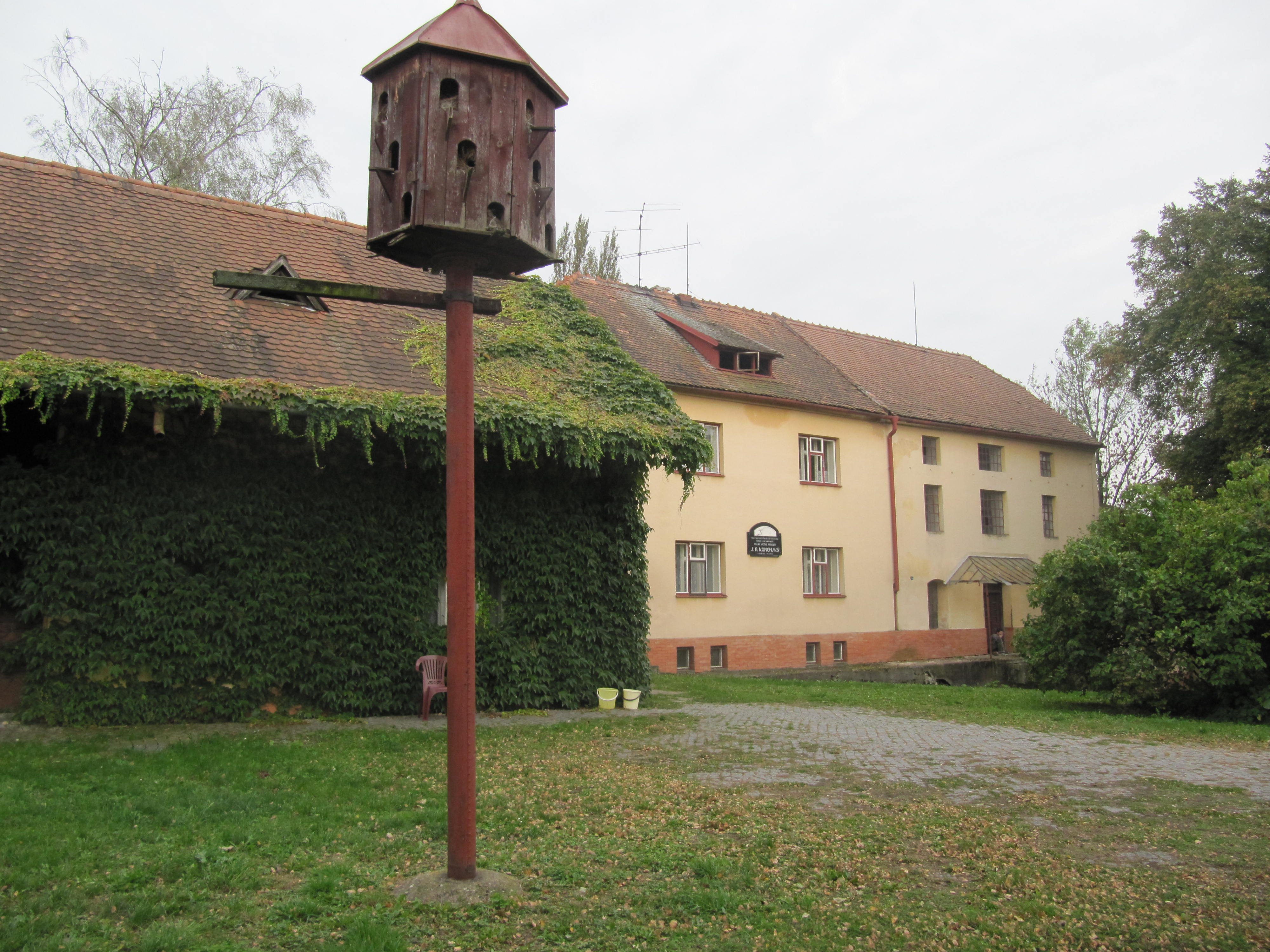
Bartkův mlýn (čp. 99)